# Acroneuria scabrosa
Acroneuria scabrosa is een steenvlieg uit de familie borstelsteenvliegen (Perlidae). De wetenschappelijke naam van de soort is voor het eerst geldig gepubliceerd in 1917 door Klapálek.